# Стенурелла двосмуга
Чорногузка двооперезана (Stenurella bifasciata Müller, 1776 = Leptura cruciata Olivier, 1795 = Leptura quadrifasciata Poda, 1761 nec Linnaeus, 1758 = Leptura ustulata Laicharting, 1784 nec Schaller, 1783 = Strangalia bifasciata (Müller) Mulsant, 1863 = Leptura melanura Herbst, 1784) — вид жуків з родини Скрипунових.

## Поширення
За своєю хорологією S. bifasciata, як і Stenurella melanura, є західнопалеарктичним видом у складі палеарктичного зоогеографічного комплексу. Розповсюджена на території всієї Європи, Кавказу, Закавказзя, Ірану. У Карпатському регіоні вид поширений виключно у рівнинних районах передгір'їв, де приурочений до лісостепових та степових біотопів. Цей вид є звичайнішим для південно-західного меґасхилу Карпат, а на північно-східному трапляється на межі Передкарпаття та Подільської височини. Спорадично може поширюватись і по Передкарпаттю.

## Морфологія

### Імаго
Від Stenurella melanura відрізняється формою тіла й забарвленням черевця, яке частково червонуватого кольору, і надкрил. У самців надкрила зі слабо затемненим швом і вершинами, а у самок в другій третині з перев'яззю, яка розширюється до шва надкрил, шов і їх вершини чорні. Надкрила червоні у самців і самок. Ноги та вусики — чорні.

### Личинка
Личинка схожа на Stenurella melanura.

## Життєвий цикл
Личинка розвивається у деревині листяних. Розвиток триває до 2 років.